# むかい誠一
むかい 誠一（むかい せいいち、1966年9月13日 - ）は、千葉県出身の俳優・声優・ナレーター・パーソナリティー。NOT INCLUDE所属。本名は宇野正洋。血液型はA型。

## 略歴
法政大学法学部法律学科卒業。高校時代から、同級生であった漫画家の本島幸久らと8mm映画を撮りはじめ、大学入学から舞台活動も開始する。コメディテイストの演技を得意とし、現在ではコント作家の土井和人と、俳優仲間の楠美聖寿・ダンとの4人でZebra360（ぜぶらさんびゃくろくじゅう）というコントユニットを作って活動しているが、舞台活動よりも映像作品への出演が多く、中でもCMへの出演が多い。「第四銀行」のCMでは、新潟広告大賞を受賞。また、ライター、イラストレーターとしての活動も行っている。

## 出演

### 映画
- LEVEL（1994年）田岡　弘役
- 突入せよ! あさま山荘事件（2002年）近本厚生警部補役
- BLANKY（2002年）主演　村沢郁夫役
- 凶気の桜（2002年）鍼灸師役
- 最後の晩餐-The Last Supper（2004年）榎本崇役
- 戦国自衛隊1549（2004年）三輪2曹役
- 椿三十郎（2007年）菊井家侍頭役
- いまダンスをするのは誰だ?（2023年）小川雅治役

### テレビドラマ
- 恋は翼にのって（1992年、テレビ東京）TV局員
- のんの結婚（1993年、読売テレビ）四谷順平役
- 新空港物語（1994年、テレビ朝日）牧野マネージャー役
- 愛の天使（1994年、フジテレビ）北川役
- その灯は消さない（1996年、フジテレビ）田所役
- 火曜サスペンス劇場「幻の男」（1996年、日本テレビ）葉山靖晴役
- 彼（1997年、関西テレビ）吉田役
- 探偵MONO物語（1997年、日本テレビ）篠山ニシン役
- リトルホスピタル（2003年、テレビ東京）本木三郎役
- あなたの隣に誰かいる（2003年、フジテレビ）
- 救命病棟24時（2003年、フジテレビ）丹波憲和役
- 浅草ふくまる旅館（2007年、TBS）佐藤武史役
- プラトニック（2014年、NHK BSプレミアム）磯部大悟（先生）役

### ウェブドラマ
- 福井縦断プロジェクト（2022年11月25日 - 12月23日、YouTube 福井県新幹線開業課PRチャンネル） - 部長 役[1]

### CM
- 日本マクドナルド（W・Cup編）
- J-PHONE（お願い編）
- モトローラ韓国（韓国のみ放送）
- 東洋MAGIC（韓国のみ放送）
- 丸ビル
- ロート製薬「レスパー」
- EPSON「つよインク」
- ALSOK
- 求人情報誌ゲット・サポート
- ハインツ「クッキングソース」
- ジャパンエレベーターサービス
- 吉野家
- エステー「消臭プラグ」
- 第四銀行
- ハウスウェルネスフーズ「C-1000レモンウォーター」
- マイランド「飛び込み篇」
- リクルート「ゆこゆこ」
- Microsoft「Windows 8タブレット」
- アディーレ法律事務所「東北地方限定CM」
- ゴルフダイジェスト
- ベスト電器「九州地方限定CM」

### 舞台
- ゼブラ360公演「足りない頭」（出演）
- ス・パ・イ・ラ・ル（演出・主演）
- プリーズ・ワンモアチャンス（演出・主演）
- エロスとパトスのサドンデス （花堂純二監督演出・出演）
- オモチャの王様（主演）
- 一目だけでも・・・。（主演）
- ジッタバッタ・リンゴスタンバイOK（演出・出演）
- スラップスティック・バビロン（原作・演出・出演）
- LIBERUSプロデュース 東京ギロティン倶楽部第一回公演「東京奇人博覧会」（2013年4月17日‐21日、新宿スペース・ゼロ）

### ナレーション
- リステリン（TVCM）

### ドラマCD
- スナイパーエンジェルス（実況）

### ラジオドラマ
- エアーエッジ (AIR-EDGE, H") キャンペーン用ラジオドラマ

### ラジオ
- 日本ナチュロック（ラジオCM）
- アニメMAGIC（FM大和）